# Парк за плъхове
„Парк за плъхове“ е експеримент, свързан с наркозависимостите, проведен през 70-те години и публикуван през 1981 година от канадския психолог Брус К. Александър и неговите колеги от Университета „Саймън Фрейзър“ в Британска Колумбия, Канада.
Хипотезата на Александър била, че наркотиците не причиняват пристрастяване и че видимото пристрастяване към опиати, често срещано при лабораторните плъхове, подложени на тяхното въздейстие, се свързва с техните условия на живот, а не на някакви пристрастяващи свойства на самите наркотици.
За да изследва хипотезата си, Александър построява „парк за плъхове“ – голяма колония, 200 пъти по-голяма от стандартната лабораторна клетка. Имало е по 16 – 20 субекта от двата пола в резиденция, храна, топки и колела за игра и достатъчно място за чифтосване. Резултатът от изследването подкрепя неговата хипотеза.
Двете големи научни издания – „Наука“ и „Природа“ отхвърлили първата публикация на Александър, Комбс и Хедуей, която вместо това се появила в „Психофармакология“ през 1978 година. Публикацията не довела до никакъв отговор. След няколко години Университетът „Саймън Фрейзър“ спира бюджета на „Парка за плъхове“.

## Експериментът „Парк за плъхове“
В „Парка за плъхове“ плъховете могат да приемат течности от един от двата източника, които автоматично отчитат колко е пил всеки плъх. Единият контейнер съдържал разтвор на морфин, а другият – чиста вода.
Александър създал много експерименти, за да провери желанието на плъховете да консумират морфин. Експериментът за съблазняване включвал четири групи плъхове. Групата CC била изолирана в лабораторна клетка, когато всички субекти били на 22 дена, и живели там до края на експеримента – когато били на възраст от 80 дена. Групата РР живеела в парка за същия период от време. Групата СР била преместена от лабораторната клетка в парка на възраст 65 дни. А групата РС била преместена от парка в лабораторната клетка на 65 ден.
Затворените плъхове (групите СС и РС) приели морфин веднага въпреки сравнително ниската му степен на сладост, като мъжките плъхове от клетката приемали 19 пъти повече морфин от мъжките плъхове в парка. Плъховете в парка устояли на морфиновата вода. Те я опитвали от време на време – като жените я опитвали по-често от мъжете – но показали много по-голямо предпочитание към чистата вода. Той пише, че най-интересната група е група СР – плъховете, които били преместени от лабораторните клетки в парка. Тези животни отказали морфиновия разтвор, когато бил по-силен, но когато станал по-сладък и по-разреден, те пили от него почти колкото плъховете, живели в клетки от самото начало. Той заключил, че те искали сладката вода, стига да не променя тяхното социално поведение. Дори по-забележителното е, пише той, че когато добавя Naloxone, лекарство, което притъпява опиоидното действие на морфина, към разтвора, плъховете започват да я пият повече.
В друг експеримент той принудил плъхове в стандартни лабораторни клетки да консумират разтвор на морфин за 57 дни без други течности. Когато те се преместили в парка, им било позволено да избират между морфиновия разтвор и чиста вода. Те пили водата. Той пише, че са показали известни признаци на зависимост. Имало е „малко симптоми на зависимост, спазми, но нямаше нищо от митичните припадъци и потене, за които постоянно чувате...“.
Александър вярва, че неговият експеримент показва, че поведението на животните не подкрепя по никакъв начин теорията, че зависимостта е причинена от наркотика. „Силният апетит на изолираните опитни животни за хероин в експерименти с инжектиране на опиата не ни казва нищо за реакцията на нормалните животни и хората към тези наркотици. Нормалните хора могат да игнорират хероина дори когато той е в голямо количество в тяхната среда и те могат да го използват с малка вероятност да се стигне до зависимост. Плъховете от „Парка за плъхове“ се оказва, че са не по-малко изтънчени“.
|  | Тази страница частично или изцяло представлява превод на страницата Rat Park в Уикипедия на английски. Оригиналният текст, както и този превод, са защитени от Лиценза „Криейтив Комънс – Признание – Споделяне на споделеното“, а за съдържание, създадено преди юни 2009 година – от Лиценза за свободна документация на ГНУ. Прегледайте историята на редакциите на оригиналната страница, както и на преводната страница, за да видите списъка на съавторите. ВАЖНО: Този шаблон се отнася единствено до авторските права върху съдържанието на статията. Добавянето му не отменя изискването да се посочват конкретни източници на твърденията, които да бъдат благонадеждни. |